# Alessandro Geraldini
Alessandro Geraldini, död 1524, var en spansk humanist. Han är känd för sitt stöd för Christopher Columbus och var lärare åt drottning Isabella av Kastiliens barn. 